# Ch’en

Glifo del ch’en

El ch’en, chen o ch’een es la novena veintena de días del sistema calendárico del haab y simboliza a la tormenta oscura y la luna. Durante este período se celebraba la fiesta de todos los dioses y se fabricaban imágenes de madera.  El ch’en, junto al yaxk’in y el mol, está dentro del trio de veintenas que corresponden al sol.